# 南雲堂
株式会社南雲堂（なんうんどう）は、語学研究書、大学向け教科書、小説、マンガなどの出版社。英語の語学出版社としては老舗である。
おうふうは、ここから分岐した出版社である。

## 主な出版物
- 本格ミステリー・ワールド - 例年12月に発行。
- 本格ミステリー・ワールド・スペシャル（本格M.W.S.） - 推理小説のレーベル。四六判上製。

1. 小島正樹『龍の寺の晒し首』
2. 門前典之『灰王家の怪人』
3. 獅子宮敏彦『君の館で惨劇を』
4. 麻生荘太郎『少年探偵とドルイッドの密室』
5. 深水黎一郎『世界で一つだけの殺し方』

- SSKノベルス - 新書判。
  - 島田荘司・小島正樹『天に還る舟』
  - 島田荘司『秋好英明事件』
  - 羽純未雪『碧き旋律の流れし夜に』